# ヘリタコぷーちゃん
『ヘリタコぷーちゃん』は、小学館の漫画雑誌『ちゃお』で連載された笹木竹丸の漫画作品、およびそれを原作とするテレビアニメ作品。

## 概要
ほえ〜る島に突然やってきたおかしな生き物・ぷーちゃんが、毎回島の住人たちと巻き起こす騒動を描いた作品である。

## 登場人物
「声」はテレビアニメ版の担当声優。
ぷーちゃん
声 - 渡辺久美子
オス。本作の主人公で、突然宇宙から落ちてきた頭にヘリコプターの羽根が付いたタコ。
いつも騒動を巻き起こす張本人で、オチもたいていぷーちゃんもしくはかえる先生絡みである。口からタコ墨を吐いて空を飛び、また、ポンプや重戦車などありとあらゆる物に変身する能力がある。ほえ〜る島に来てからは、みりんちゃんたちとともに島の小学校に通っている。僅かながらに姿を見せた両親は二人は忍者らしい。
主人公ながら良識に欠けており、雪合戦で雪に石を入れて女の子（みりんちゃん）の顔にぶつけて怪我をさせるといったルール違反の暴挙を行い、彼女達を激怒させた。
みりんちゃん
声 - 熊谷ニーナ
ほえ〜る島の住人で人間の少女。
基本的にはぷーちゃんたちにツッコミを入れたり事態の収拾に努めたりするスタンスであるが、その一方で自身がボケ役に回ることも多い。短編集では「ジミだけど大切な子」と紹介されていた。
普段は両サイドで丸まっている特徴的な髪は、いざという時には自由意志で触手のように伸ばすこともできる。母親（声：小西寛子）がいる。
ぽろりくん
声 - 三石琴乃
オス。ほえ〜る島の住人で犬。
性格は泣き虫であり、気弱である。そのため、会話をする時には看板を使って伝える。また、いつも箱に入って腹を隠している（時々後ろ向きだったり、木を持って隠したりしている）。実は凄まじい腕力と瞬足を誇る。
かえる先生
声 - カエル（本物）、松野太紀（第41話）
オス。ほえ〜る小学校の教師で、名前通りのカエル。
当初はプーちゃんにつぶされ体を膨らまされ気を失ったまま彼にあやつやれていた。オックスフォード大学の池にあるカエル大学の出身。
昔はカエルマンという正義のヒーローだったが、教育委員会の会長を助けたことがきっかけで教師になった。
教鞭を執っているのにもかかわらず言葉を話すことができないが、発毛剤を作り出したり海水で動く自動車を開発したりと実はポテンシャルが非常に高い。しかし、それが騒動の元にもなっている。いつも口を開いていて閉じていることが殆ど無い。
フリスキー
声 - 世田壱恵
ほえ〜る島の住人でネコ。
関西弁で喋り、よくぷーちゃんたちの行動に対しツッコミを入れる。
みみたん
声 - 小西寛子
ほえ〜る島の住人でネズミ。
フリスキーの友達であるが、基本的にはただその場にいるだけの役である。「～ってなあに？」と物や用語が分からないことを口にする。

## 単行本
笹木竹丸 『ヘリタコぷーちゃん』 小学館〈フラワーコミックススペシャル〉、全2巻
1. 1997年1月発行、ISBN 4-09-134871-8
2. 1998年2月発行、ISBN 4-09-134872-6

笹木竹丸 『ガオガオがむがむ　竹丸げきじょー』 小学館〈フラワーコミックス〉、全1巻
2003年4月発行、ISBN 4-09-138181-2
フラワーコミックススペシャル全2巻に収録されなかった残りのエピソードを収録。

## テレビアニメ
1998年2月14日から1999年2月6日までテレビ朝日系全国ネットのアニメコンプレックス枠『アニメ週刊DX!みいファぷー』内で放送。全42話。制作は東映動画（放送期間中に東映アニメーションに商号変更）。
東映アニメーションの制作作品にしては珍しくぶっ飛んだ内容のスラップスティックギャグアニメで、3分弱という短い時間帯ながらも毎回ジェットコースター式に展開した。この作品オリジナルのBGMは特に無く、東映特撮のBGMや古いテレビドラマのBGM、マンボや演歌などほぼ既成からの流用である。全47回の枠で放送されたものの、同枠のアニメ『ふしぎ魔法ファンファンファーマシィー』のみの放送となった週が5回あるため、番組自体の回数より5話少ない。
後に東映ビデオからこの作品のレンタルビデオが2巻リリースされたが、『みいファぷー』3作品の合同企画回『ふしぎな箱の物語』は未収録。なお、DVD化はリリースされていない。

### スタッフ
- 原作 - 笹木竹丸
- シリーズディレクター・演出 - 橋本光夫
- キャラクターデザイン - 入好さとる
- 美術デザイン - 窪田忠雄
- 音楽 - 福田裕彦
- ビデオ編集 - 東京現像所
- 音響効果 - 今野康之、奥田維城 (スワラ・プロ)
- 協力 - 東映アカデミー
- 制作協力 - 東映
- アニメーション制作 - 東映アニメーション（旧東映動画）
- 制作 - テレビ朝日、東映エージエンシー、東映アニメーション

### 各話リスト
| 話数 | サブタイトル                                    | 作画監督   | 美術監督 | 放送日         |
| ---- | ----------------------------------------------- | ---------- | -------- | -------------- |
| 1    | ヘリタコぷーです! の巻                          | 入好さとる | 鹿野良行 | 1998年 2月14日 |
| 2    | 雪合戦も命がけ!? の巻                           | 高橋英吉   | 田尻健一 | 2月21日        |
| 3    | 温泉へ行こう!! の巻                             | 高橋英吉   | 窪田忠雄 | 2月28日        |
| 4    | ヘアコンテストで大騒ぎ!? の巻                   | 高橋英吉   | 鹿野良行 | 3月7日         |
| 5    | おうちでGOGO! の巻                              | 入好さとる | 田尻健一 | 3月14日        |
| 6    | 大洪水で大冒険でぷ! の巻                        | 入好さとる | 中西英和 | 3月21日        |
| 7    | ぷーちゃんパパになる!? の巻                     | 高橋英吉   | 鹿野良行 | 3月28日        |
| 8    | 抽選会へレッツGO! の巻                          | 入好さとる | 鹿野良行 | 4月11日        |
| 9    | めざせ100点満点! の巻                           | 高橋英吉   | 中西英和 | 4月18日        |
| 10   | コロンでぷんぷん!? の巻                         | 高橋英吉   | 石田勝則 | 4月25日        |
| 11   | ぷーちゃんが優等生!? の巻                       | 高橋英吉   | 三宅昌和 | 5月2日         |
| 12   | 倒せ! カゼのバイキンの巻                        | 長縄宏美   | 井藤早織 | 5月9日         |
| 13   | ゴージャス弁当作るでぷ! の巻                    | 玉川達文   | 三宅昌和 | 5月23日        |
| 14   | じごくのハイキング!? の巻                       | 玉川達文   | 田尻健一 | 5月30日        |
| 15   | 発明とは命がけでぷ! の巻                        | 入好さとる | 鹿野良行 | 6月6日         |
| 16   | カエル先生の秘密! の巻                          | 玉川達文   | 田尻健一 | 6月13日        |
| 17   | アカスリにチャレンジ! の巻                      | 高橋英吉   | 鹿野良行 | 6月20日        |
| 18   | ［刑事編］タコぷー刑事登場!? の巻               | 入好さとる | 中西英和 | 6月27日        |
| 19   | ぽろりくんの秘密! の巻                          | 玉川達文   | 石田勝則 | 7月4日         |
| 20   | でぶダコぷーちゃん!? の巻                       | 高橋英吉   | 田尻健一 | 7月11日        |
| 21   | 激烈ファーストキス合戦!? の巻                   | 玉川達文   | 鹿野良行 | 7月18日        |
| 22   | 三作合体夏休み特別ミステリー ふしぎな箱の物語   | 秋元勇一   | 中西英和 | 7月25日        |
| 23   | ゴージャス絵日記大作戦!? の巻                   | 入好さとる | 田尻健一 | 8月8日         |
| 24   | オバケ探検でぷ! の巻                            | 高橋英吉   | 鹿野良行 | 8月15日        |
| 25   | ［番外編］ほえ〜る戦隊ヘリタコ5（前編）         | 秋元勇一   | 鹿野良行 | 8月22日        |
| 26   | ［番外編］ほえ〜る戦隊ヘリタコ5（ホントに後編） | 玉川達文   | 鹿野良行 | 8月29日        |
| 27   | も、もれそーでぷ! の巻                          | 高橋英吉   | 大池優紀 | 9月12日        |
| 28   | これが初恋なのでぷね! の巻                      | 入好さとる | 田尻健一 | 9月26日        |
| 29   | 新米先生カップリンちゃん! の巻                  | 秋元勇一   | 鹿野良行 | 10月3日        |
| 30   | 秋はやっぱりスポーツでぷ!? の巻                 | 高橋英吉   | 中西英和 | 10月10日       |
| 31   | タイムマシンでGO! GO!! の巻                     | 秋元勇一   | 石田勝則 | 10月17日       |
| 32   | 面白きのこでビックリ!? の巻                     | 高橋英吉   | 男澤香   | 10月31日       |
| 33   | 参上! ヘリタコぷー丸の巻                        | 入好さとる | 大池優紀 | 11月14日       |
| 34   | 嵐の授業参観!! の巻                             | 高橋英吉   | 大池優紀 | 11月21日       |
| 35   | ［刑事編］さらばタコぷー刑事! の巻              | 高橋英吉   | 鹿野良行 | 11月28日       |
| 36   | 逃げろ!! 予防注射の巻                           | 入好さとる | 田尻健一 | 12月12日       |
| 37   | クリスマス会はワクワクでぷ!? の巻               | 高橋英吉   | 男澤香   | 12月19日       |
| 38   | もう一人のぷーちゃん登場!? の巻                 | 入好さとる | 石田勝則 | 1999年 1月9日  |
| 39   | へりたこぴーちゃん（うそ）の巻                  | 高橋英吉   | 鹿野良行 | 1月16日        |
| 40   | ああ、すばらしきタコ人生!? の巻                 | 高橋英吉   | 三宅昌和 | 1月23日        |
| 41   | みんなの秘密大公開!? の巻                       | 高橋英吉   | 中西英和 | 1月30日        |
| 42   | 愛と青春の旅立ち!? の巻                         | 入好さとる | 大池優紀 | 2月6日         |